# غلاس أنملز
غلاس أنملز هي فرقة بوب سايكدلي إنجليزية تشكلت في أكسفورد في عام 2010. بقيادة المغني وكاتب الأغاني والمنتج ديف بايلي، تضم المجموعة أيضًا أصدقاء طفولته جو سيوارد وإد إيروين سينجر ودرو ماكفارلين. كتب بايلي وأنتج ألبومات غلاس أنملز الثلاثة. الأول، Zaba (2014)، أنتج الأغنية المنفردة «Gooey»، والتي حصلت في النهاية على شهادة البلاتين في الولايات المتحدة. تلقى ألبومهم الكامل الثاني، How to Be a Human Being ، مراجعات إيجابية بشكل عام وفاز في فئتين في 2018 MPG Awards لألبوم المملكة المتحدة لهذا العام، بالإضافة إلى مكان في القائمة المختصرة لجائزة ميركوري.

## أعضاء الفرقة
- ديف بايلي [2] - غناء رئيسي، جيتار، لوحات مفاتيح، طبول، دف
- درو ماكفارلين [3] - الغيتار، لوحات المفاتيح، غناء مساند
- إد ايروين سينجر - جيتار باس، لوحات مفاتيح، غناء مساند
- جو سيوارد - طبول، إيقاع

## روابط خارجية
- الصفحة الرئيسية الرسمية
- صفحة الفيسبوك
- لوحة الإعلانات: الحيوانات الزجاجية تختار الموسيقى على المدرسة المتوسطة
- الملعب: فرونتمان ديف بايلي، أمام حيوانات الزجاج، يتحدث عن أميرة ديزني ، 2015 الأهداف قبل عرض ميدلاندز المباع يوم السبت